# 卡特琳娜·桑巴-潘扎
凯瑟琳·桑巴-潘扎（法語：Catherine Samba-Panza，1954年6月26日—）曾任中非共和国临时总统，在此之前她曾是该国首都班吉的市长。

## 生平
凯瑟琳在2012年至2013年的中非共和国冲突中担任班吉市长。
前总统米歇尔·乔托迪亚因未能制止塞雷卡成员对基督教徒平民的暴行，导致基督教徒组织民兵反抗及袭击穆斯林报复，造成的大规模伤亡，在国家压力下于2014年1月10日辞职，亚历山大·费迪南·恩根代（Alexandre-Ferdinand Nguendet）担任临时总统。凯瑟琳随后从八个候选人中被选举为临时总统，法國政府在聯合國安理會支持下，出兵干預，平定局勢。12月13日的公投活動通過了新憲法並於2015年12月30日舉行投票。